# It Happened in Honolulu
Pour plus de détails, voir Fiche technique et Distribution.
It Happened in Honolulu (littéralement, C'est arrivé à Honolulu) est un film muet américain réalisé par Lynn Reynolds, sorti en 1916.

## Fiche technique
- Titre : It Happened in Honolulu
- Réalisation : Lynn Reynolds
- Scénario : Lynn Reynolds
- Producteur :
- Société de production :  Universal Film Manufacturing Company
- Société de distribution :  Universal Film Manufacturing Company
- Pays de production :  États-Unis
- Langue : film muet avec les intertitres en anglais
- Métrage : 1 500 m (5 bobines)
- Format : Noir et blanc — 35 mm — 1,33:1 — Muet
- Genre : Comédie dramatique
- Durée : 50 minutes
- Dates de sortie : 
  - États-Unis : 26 juin 1916

## Distribution
- Myrtle Gonzalez : Mabel Wyland
- Val Paul (en) : Larry Crane
- George Hernandez : M. Wyland
- Lule Warrenton : Mme Wyland
- C. Norman Hammond : Jim Crane
- Fred Church : Clarence Velie
- Bertram Grassby : Lord Percy
- Jack Curtis : le détective Boggs
- Arthur Albertson :